# 交通死亡事故多発警報
交通事故多発警報（こうつうじこたはつけいほう）とは日本において、交通死亡事故が一定期間に集中して発生した場合に、当該知事名で「交通死亡事故多発警報」を 発令し、交通安全意識の高揚を図るとともに、交通死亡事故抑止のための諸対策を速やかに講じることを促すものである。
なお、これは各地の都道府県警察それぞれが独自に制定しているもので、全都道府県にこのようなものがあるとは限らない。また、制定の根拠となる法令も存在しない。

## 概要
各都道府県警察が「交通死亡事故抑止緊急対策事業実施要綱」などを制定し、これによって交通死亡事故多発警報を発令し，県、市町村、県警察、交通関係団体が早期に集中的な交通死亡事故抑止緊急対策を積極的に展開する。主に交通違反者の取り締まりの強化や、新聞，ラジオ等広報媒体の活用や交通指導によって、更なる交通死亡事故発生を抑止する。
この情報の発令者は、各都道府県によって異なるが、主に交通対策協議会会長や警察本部長、所轄の警察署長によって発令される。